# Kalanchoe yemensis
Kalanchoe yemensis ist eine Pflanzenart der Gattung Kalanchoe in der Familie der Dickblattgewächse (Crassulaceae).

## Beschreibung

### Vegetative Merkmale
Kalanchoe yemensis ist eine ausdauernde, robuste, unten kahle und oben drüsig-haarige Pflanze, die Wuchshöhen von 50 bis 100 Zentimeter erreicht. Ihre stielrunden, kahlen Triebe verzweigen sich von der Basis aus. Die sitzenden Laubblätter sind kahl. Ihre schmal längliche bis lanzettliche oder eiförmige Blattspreite ist 4 bis 18 Zentimeter lang und 1,5 bis 6 Zentimeter breit. Ihre Spitze ist stumpf bis zugespitzt, die Basis stängelumfassend. Der Blattrand ist ganzrandig bis buchtig oder selten stumpf gezähnt.

### Generative Merkmale
Der drüsig-haarige Blütenstand ist ebensträußig und 5 bis 8 Zentimeter lang. Die aufrechten Blüten stehen an 1 bis 5 Millimeter langen Blütenstielen. Ihre spärlich drüsig-langhaarige Kelchröhre ist 0,5 bis 2 Millimeter lang. Die länglich eiförmigen bis eiförmigen-dreieckigen, zugespitzten Kelchzipfel sind 4 bis 9 Millimeter lang und 1,5 bis 4 Millimeter breit. Die spärlich drüsig-langhaarige Blütenkrone ist leuchtend gelb, blassgelb oder orangegelb. Die zylindrische Kronröhre ist 8 bis 13 Millimeter lang. Ihre ausgebreiteten, eiförmigen Kronzipfel tragen ein aufgesetztes Spitzchen und weisen eine Länge von 5 bis 10 Millimeter auf und sind 2,5 bis 8 Millimeter breit. Die Staubblätter sind am Schlund der Kronröhre angeheftet. Die oberen Staubblätter ragen leicht aus der Blüte heraus. Die Staubbeutel sind etwa 0,5 Millimeter lang. Die linealischen Nektarschüppchen weisen eine Länge von 3,5 bis 4,5 Millimeter auf. Das Fruchtblatt weist eine Länge von 8 bis 10 Millimeter auf. Der Griffel ist 2 bis 4 Millimeter lang.

## Systematik und Verbreitung
Kalanchoe yemensis ist im Norden von Jemen auf felsigen Hängen, Vulkankegeln, auf Wadi-Uferbänken oder Feldrändern in Höhen von 1900 bis 2600 Metern verbreitet.
Die Erstbeschreibung als Kalanchoe brachycalyx var. yemensis durch Albert Deflers wurde 1889 veröffentlicht. Georg Schweinfurth erhob die Varietät 1896 in den Rang einer Art.

## Nachweise